# Dondo (Angola)
Dondo é uma comuna e cidade de Angola, sede do município de Cambambe, na província de Cuanza Norte.
Foi, até à década de 1980, o quarto parque industrial do país, ainda sendo considerada um ponto de trânsito obrigatório nas ligações rodoviárias entre Luanda e as províncias do leste, centro e sul do país.

## Geografia
A cidade subdivide-se em quatro distritos urbanos, sendo o maior o Dondo Central (ou Dondo-Velho), seguido do Alto Dondo (no leste); compõem a cidade ainda dos distritos do Cachumbo (no oeste) e o Cambambe-Velho (no sul). 
Com um clima relativamente quente, sua temperatura ameniza pela presença do rio Cuanza, que margeia a cidade.

## História
A história do Dondo remonta ao século XIV, quando era uma cidade do reino do Dongo denominada Mabanza Cabaza. Em 1625 albergava a maior feira comercial do reino.
Dondo foi elevado a sede de concelho em 1857, e a vila em 1870, ganhando muitos habitantes quando transferiram a Aldeia do Soba Cambambe para o Dondo, fato que originou o nome do município.
A evolução industrial do Dondo ficou marcada por dois acontecimentos. Em 1941 chegou a linha ferroviária, através do Ramal de Dombe-Zenza, uma conexão do Caminho de Ferro de Luanda ao Dondo. E em 1958 iniciaram-se as obras da barragem hidro-elétrica do Cambambe, concluídas em 1960. Seguiu-se um crescimento industrial, salientando-se o complexo têxtil "Satec" (depois denominada "Bula Matadi I"), a sociedade de Vinhos (Vinelo), a unidade de produção de matérias de construção (pré blocos), a sociedade algodoeira de Ambriz exportadora para a Europa, e mais tarde a fábrica de cerveja EKA.
A 29 de maio de 1973, Dondo foi elevado a cidade.
No decorrer da Guerra Civil Angolana, a vida económica local ficou paralisada com o desaparecimento de todas as empresas aqui instaladas, ficando a funcionar somente a central elétrica e a fábrica de cerveja. Desde 2013, o Dondo recebeu novos incentivos que já resultaram em investimentos japoneses anunciados no ramos têxtil e angolanos no ramo agro-industrial.

## Infraestrutura
Sua principal ligação com o território nacional se dá por meio de rodovias, sendo a EN-321 a mais vital, pois a liga a Luanda, no oeste. A outra rodovia importante é a EN-120, que a liga à povoação de Quibala (sul) e ao Nadalatando (norte).
A cidade também é servida pelo Ramal do Dondo, do Caminho de Ferro de Luanda, tendo na localidade a Estação Ferroviária do Dondo.